# Маленький Мук (мультфильм)
«Маленький Мук» — советский рисованный мультфильм, созданный режиссёром Ольгой Ходатаевой и мультипликатором Петром Носовым в 1938 году, по мотивам одноимённой сказки Вильгельма Гауфа, на студии «Союзмультфильм». Варвара Бутягина выступила автором сценария, который был подан в ГУК в 1937 году.
Находится в общественном достоянии, так как был выпущен более 70 лет назад. Является примером перехода от техники западной мультипликации к новой, впоследствии узнаваемой, манере советской анимации в целом и студии «Союзмультфильм».

## Сюжет
О мальчике-сироте по прозвищу «Маленький Мук» и его приключениях. Злая мачеха выгоняет Маленького Мука из дома. Он поступает в услужение к одной старухе — ухаживать за её кошками, но и она его выгоняет. Уходя, Мук в счёт жалования забирает туфли хозяйки. И счастье улыбается ему — туфли оказываются волшебными. Но завистливый король позаривается на имущество Маленького Мука.